# Naufragios
Naufragios (pl. "rozbitkowie") – relacja podróżnicza hiszpańskiego konkwistadora Álvar Núñez Cabeza de Vaca, zredagowana ok. 1537 roku i opisująca dzieje autora podczas jego wieloletniej tułaczki po Ameryce Północnej. Tułaczka rozpoczęła się w 1528 roku, po zakończeniu nieudanej wyprawy Pánfilo de Narváeza na Florydę (w wyprawie tej Cabeza de Vaca brał udział jako skarbnik). Relacja zawiera także opis życia koczowniczych plemion indiańskich, dzięki pomocy których autorowi udało się przetrwać wędrówkę.
Po klęsce wyprawy Narváeza, Cabeza de Vaca znalazł się na wybrzeżu dzisiejszego stanu Teksas, gdzie uzyskał pomoc od koczowniczego plemienia indiańskiego. Pracując z nimi (początkowo jako niewolnik) poznawał ich zwyczaje, kulturę, sposoby zdobywania pożywienia i przetrwania. Zapoznał się również z ich medycyną, także samodzielnie zajmując się z czasem uzdrowieniami szamańskimi, i dzięki temu wydobywając się z pozycji niewolnika. Z czasem Cabez de Vaca spotkał w drodze trzech pozostałych rozbitków z wyprawy Narváeza i wraz z nimi wyruszył w dalszą drogę, chcąc odnaleźć kolonie Hiszpanów. Rodaków napotkali dopiero w 1536 roku w Meksyku. Swoją relację zredagował rok później, a jej pierwsze wydanie ukazało się w 1542. W 1555 ukazało się razem z drugim dziełem autora – Commentarios.
W Polsce Naufragios ukazali się w 1988 roku we fragmentach, jako część antologii Kronikarze kultur prekolumbijskich w przekładzie Marii Sten.